# Resolución de ecuaciones

Resolver una ecuación numérica de una variable equivale a encontrar aquellos valores en el dominio de una función que la reducen a cero.

En matemática, la resolución de una ecuación es el procedimiento de cálculo para encontrar  los valores (números, funciones, conjuntos, etc.) que cumplen la condición indicada como una igualdad (una ecuación). Estos valores se suelen denominar raíces de la ecuación cuando un lado de dicha igualdad equivale a cero previamente de encontrar dichos valores. La resolución de multiplicaciones polinómicas, o algebraicas, juega un papel importante en el nacimiento y posterior desarrollo del álgebra. La rama de las matemáticas que las estudia es la teoría de ecuaciones.
Para poder resolver ecuaciones se necesita despejar las incógnitas
Una ecuación comprende expresiones con variables indefinidas, o incógnitas, que deben ser sustituidas por valores de forma tal que la igualdad sea cierta. Para caracterizar las soluciones de una ecuación se imponen restricciones sobre las incógnitas. En general, se pide que pertenezcan a un conjunto numérico específico.
La resolución de multiplicaciones lineales, cuadráticas, cúbicas y cuárticas mediante factorización de raíces es bastante sencilla cuando las raíces son racionales o reales; también hay fórmulas que proporcionan las soluciones. Sin embargo, no hay una fórmula general en términos de raíces para las ecuaciones de quinto grado sobre los racionales; mediante un número finito de sumas, restas, multiplicaciones, divisiones y extracciones de raíces. Esto lo probó por primera vez el teorema de Abel-Ruffini, publicado en 1824, que fue una de las primeras aplicaciones de la teoría de grupos en el álgebra. Este resultado también se cumple para ecuaciones de mayor grado.
Una ecuación puede resolverse numéricamente o simbólicamente. Resolver una ecuación numéricamente significa que sólo se admiten números como soluciones. Resolver una ecuación simbólicamente significa que se pueden utilizar expresiones para representar las soluciones.
Por ejemplo, la ecuación x + y = 2x - 1 se resuelve para la incógnita x mediante la expresión x = y + 1, porque sustituyendo y + 1 por x en la ecuación resulta (y + 1) + y = 2(y + 1) - 1, una afirmación verdadera. También es posible tomar la variable y como la incógnita, y entonces la ecuación se resuelve con y = x - 1. O x y y pueden ser tratadas como incógnitas, y entonces hay muchas soluciones a la ecuación; una solución simbólica es (x, y) = (a + 1, a), donde la variable a puede tomar cualquier valor. Instanciando una solución simbólica con números específicos se obtiene una solución numérica; por ejemplo, a = 0 da (x; y) = (1; 0) (es decir, x = 1, y = 0), y a = 1 da (x, y) = (2; 1). 
La distinción entre variables conocidas y variables desconocidas se hace generalmente en el enunciado del problema, mediante frases como "una ecuación en x y y", o "resolver para x e y", que indican las incógnitas, aquí x e y.
Sin embargo, es común reservar x, y, z, ... para denotar las incógnitas, y utilizar a, b, c, ... para denotar las variables conocidas, que a menudo se llaman parámetros. Este es típicamente el caso cuando se considera ecuación polinómicas, tales como ecuación cuadráticas. Sin embargo, para algunos problemas, todas las variables pueden asumir cualquier papel.
Dependiendo del contexto, resolver una ecuación puede consistir en encontrar cualquier solución (encontrar una única solución es suficiente), todas las soluciones, o una solución que satisfaga más propiedades, como pertenecer a un intervalo dado. Cuando la tarea consiste en encontrar la solución mejor según algún criterio, se trata de un problema de optimización. La resolución de un problema de optimización no suele denominarse "resolución de ecuaciones", ya que, por lo general, los métodos de resolución parten de una solución concreta para encontrar una solución mejor, y repiten el proceso hasta encontrar finalmente la mejor solución.

## Descripción general
Una forma general de una ecuación es
{\displaystyle f\left(x_{1},\dots ,x_{n}\right)=c,}
donde f es una función, x1, ..., xn son las incógnitas, y c es una constante. Sus soluciones son los elementos de la imagen inversa
{\displaystyle f^{-1}(c)={\bigl \{}(a_{1},\dots ,a_{n})\in D\mid f\left(a_{1},\dots ,a_{n}\right)=c{\bigr \}},}
donde D es el domain de la función f. El conjunto de soluciones puede ser el conjunto vacío (no hay soluciones), un singleton (hay exactamente una solución), finito o infinito (hay infinitas soluciones).
Por ejemplo, una ecuación como
{\displaystyle 3x+2y=21z,}
con incógnitas x, y y z, puede ponerse en la forma anterior restando 21z a ambos lados de la ecuación, para obtener
{\displaystyle 3x+2y-21z=0}
En este caso particular no hay sólo una solución, sino un conjunto infinito de soluciones, que pueden escribirse usando notación constructora de conjuntos como
{\displaystyle {\bigl \{}(x;y;z)\mid 3x+2y-21z=0{\bigr \}}.}
Una solución particular es x = 0, y = 0, z = 0. Otras dos soluciones son x = 3, y = 6, z = 1, y x = 8, y = 9, z = 2. Existe un único plano en el espacio tridimensional que pasa por los tres puntos con estas coordenadas, y este plano es el conjunto de todos los puntos cuyas coordenadas son soluciones de la ecuación.

## Definición de ecuación
Dada una función f : A → B y un b en B, es decir, un elemento del codominio de f. 
| La igualdad f(x) = b es una ecuación. |

En la ecuación dada, x se denomina incógnita.
Un ejemplo de ecuación es el siguiente, tomando

{\displaystyle {\begin{array}{crcl}f:\mathbb {N} \to \mathbb {N} ,&f(x)&=&3x-2\\{\textrm {y}}&b&=&1\end{array}}}

se tiene la ecuación con variable natural

{\displaystyle 3x-2=1.}

El estudio de las ecuaciones depende de las características de los conjuntos y la aplicación; por ejemplo, en el caso de las ecuaciones diferenciales, los elementos del conjunto A son funciones y la aplicación f debe incluir alguna de las derivadas del argumento. En las ecuaciones matriciales, la incógnita es una matriz.
La definición que se ha dado incluye las igualdades de la forma g(x) = h(x). Si «+» denota la suma de funciones, entonces (B, +) es un grupo. Basta definir la aplicación f(x) = g(x) + ( – h(x) ), con –h el inverso de h con respecto a la suma, para transformar la igualdad en una ecuación f(x) = 0 con b = 0.

## Soluciones de una ecuación
El conjunto solución es aquel que contiene todos los valores determinados que cumplen con la ecuación, y estos valores son denominados soluciones. Por ejemplo, la ecuación

{\displaystyle 3x-2=1}

tiene a {\displaystyle {\mathcal {S}}=\{1\}} como su conjunto solución, con 1 como única solución de la ecuación.
En general, dada {\displaystyle f:A\to B} una función, y {\displaystyle f(x)=b} la ecuación que determina.
| El conjunto {\displaystyle {\mathcal {S}}=\{a_{1},a_{2},\dots \}} de valores de A es el conjunto solución si se cumple {\displaystyle f(a_{i})=b}, para los {\displaystyle a_{i}} pertenecientes a {\displaystyle {\mathcal {S}}}. |

El conjunto de soluciones puede ser
- vacío (no hay soluciones),
- unitario (existe exactamente una solución),
- finito (existe un número finito de soluciones) o
- infinito.

### Ejemplos
- Si x es un número natural, la ecuación lineal 3x+1 = 5x–3 tiene como solución única x = 2. Es decir, el conjunto solución {2} es unitario.
- La ecuación x2 = –1 no tiene solución si se considera a x un número real. Esto se expresa diciendo que el conjunto solución es {}, en el sentido de que no existe ningún número real positivo que resuelve la ecuación. Puede ampliarse el conjunto sobre el cual se considera a x al de los números complejos, en cuyo caso x2 = –1 tiene como conjunto solución {i, -i}, donde i es la unidad imaginaria.
- No hay ningún valor de x que satisface la ecuación x = x+1. Esto es independiente del conjunto sobre el cual está definida la variable x.
- La ecuación x = x es válida para cualquier valor de x. Este tipo de igualdades se denominan identidades.
- La ecuación sen(πx) = 0 tiene como solución a cualquier x entero. Es decir, en el conjunto de números enteros, esta ecuación es en realidad una identidad.

## Métodos de solución
Los métodos para resolver ecuaciones dependen generalmente del tipo de ecuación, tanto del tipo de expresiones de la ecuación como del tipo de valores que pueden asumir las incógnitas. La variedad de tipos de ecuaciones es grande, al igual que los métodos correspondientes. A continuación sólo se mencionan algunos tipos concretos.
En general, dada una clase de ecuaciones, puede que no se conozca ningún método sistemático (algoritmo) que garantice su funcionamiento. Esto puede deberse a la falta de conocimientos matemáticos; algunos problemas sólo se resolvieron tras siglos de esfuerzo. Pero esto también refleja que, en general, no puede existir tal método: se sabe que algunos problemas son irresoluble mediante un algoritmo, como el décimo problema de Hilbert, que se demostró irresoluble en 1970.
Para varias clases de ecuaciones, se han encontrado algoritmos para resolverlas, algunos de los cuales han sido implementados e incorporados en  sistemas de álgebra computacional, pero a menudo no requieren tecnología más sofisticada que lápiz y papel. En otros casos, se conocen métodos heurísticos que suelen dar buenos resultados, pero que no garantizan el éxito.
En casos simples, es relativamente fácil resolver una ecuación siempre y cuando se satisfagan ciertas condiciones. Sin embargo, en casos más complicados, es difícil o engorroso obtener expresiones simbólicas para las soluciones, y por ello a veces se utilizan soluciones numéricas aproximadas.

### Fuerza bruta, ensayo y error, conjetura inspirada
Si el conjunto solución de una ecuación está restringido a un conjunto finito (como es el caso de las ecuaciones en aritmética modular, por ejemplo), o puede limitarse a un número finito de posibilidades (como es el caso de algunas ecuaciones diofánticas), el conjunto solución puede encontrarse mediante fuerza bruta, es decir, probando cada uno de los valores posibles ( soluciones candidatos). Puede darse el caso, sin embargo, de que el número de posibilidades a considerar, aunque finito, sea tan enorme que una búsqueda exhaustiva no sea factible en la práctica; éste es, de hecho, un requisito de los métodos de  cifrado fuerte.
Como en todo tipo de resolución de problemas, el ensayo y error a veces puede dar una solución, en particular cuando la forma de la ecuación, o su similitud con otra ecuación con una solución conocida, puede conducir a una "suposición inspirada" de la solución. Si una suposición, cuando se pone a prueba, no es una solución, la consideración de la forma en que falla puede conducir a una suposición modificada.

### Álgebra elemental
Ecuaciones en las que intervienen funciones lineales o racionales simples de una única incógnita de valor real, digamos x, tales como
{\displaystyle 8x+7=4x+35\quad {\text{o}}\quad {\frac {4x+9}{3x+4}}=2\,,}
puede resolverse utilizando los métodos del álgebra elemental.

### Sistemas de ecuaciones lineales
Los sistemas de ecuaciones lineales más pequeños pueden resolverse igualmente por métodos de álgebra elemental. Para resolver sistemas mayores se utilizan algoritmos basados en el álgebra lineal.

### Ecuaciones polinómicas
Las ecuaciones  polinómicas de grado hasta cuatro pueden resolverse exactamente mediante métodos algebraicos, de los cuales la fórmula cuadrática es el ejemplo más sencillo. Las ecuaciones polinómicas de grado cinco o superior requieren en general métodos numéricos (véase más adelante) o funciones especiales como  radicales de Bring, aunque algunos casos concretos pueden resolverse algebraicamente, por ejemplo
{\displaystyle 4x^{5}-x^{3}-3=0}
(utilizando el teorema de la raíz racional), y
{\displaystyle x^{6}-5x^{3}+6=0\,,}
(utilizando la sustitución x = z1⁄3, que simplifica esto a una ecuación cuadrática en z).

### Ecuaciones diofantinas
En ecuaciones diofánticas se requiere que las soluciones sean enteras. En algunos casos se puede utilizar un enfoque de fuerza bruta, como se mencionó anteriormente. En algunos otros casos, en particular si la ecuación está en una incógnita, es posible resolver la ecuación para racional-valor incógnitas (véase Teorema de la raíz racional), y luego encontrar soluciones a la ecuación de Diophantine restringiendo el conjunto de soluciones a las soluciones de valor entero. Por ejemplo, la ecuación polinómica
{\displaystyle 2x^{5}-5x^{4}-x^{3}-7x^{2}+2x+3=0\,}
tiene como soluciones racionales x = -12 y x = 3, y así, visto como una ecuación diofántica, tiene la solución única x = 3.
En general, sin embargo, las ecuaciones diofánticas se encuentran entre las ecuaciones más difíciles de resolver.

### Funciones inversas
Para el caso simple de una función de una variable, por ejemplo, h(x), se puede resolver una ecuación del tipo
h(x) = c, c constante
si se tiene en cuenta lo que se denomina la función inversa de h.
Dada una función h : A → B, la función inversa, identificada como h-1, se define como h-1 : B → A es una función tal que 
h-1(h(x)) = h(h-1(x)) = x.
Ahora, si se aplica la función inversa de ambos lados de la igualdad
h(x)=c, c constante
se obtiene
h-1(h(x))=h-1(c)
x = h-1(c)
y se ha encontrado la solución de la ecuación. Sin embargo, dependiendo de la función, puede ser difícil definir la inversa, o puede que no sea una función en todo el conjunto B (solo por ejemplo en un subconjunto), y tener muchos valores para un dado punto.

#### Ejemplos
Si x aparece como sumando en la ecuación, se suma el término opuesto (con el signo cambiado) a ambos lados de la ecuación para obtener x. Si x aparece multiplicando, entonces se multiplican ambos lados de la ecuación por su número recíproco. Si x es un exponente en una ecuación exponencial, se aplica el logaritmo en una base adecuada a ambos lados de la ecuación. Si x es la base de una ecuación de potencia, se aplica la raíz correspondiente a ambos lados de la ecuación. Si x es el ángulo en una ecuación trigonométrica, se aplica la función trigonométrica inversa a ambos lados de la ecuación.

### Métodos numéricos
En ecuaciones más complicadas, los métodos simples de solución de ecuaciones puede ser no sean apropiados. En ciertos casos, se puede usar un algoritmo de búsqueda de raíces para encontrar la solución numérica a una ecuación, que en ciertos casos es más que suficiente para resolver algunos problemas.

#### Series de Taylor
Un área de la matemáticas se ha enfocado en la creación de alguna función más simple para aproximar a una función compleja, en las cercanías o entorno de un dado punto. En efecto, se pueden utilizar polinomios en una o varias variables para aproximar funciones - un ejemplo de estos polinomios son las series de Taylor.

### Factorización
Si la expresión del lado izquierdo de una ecuación P = 0 puede ser factorizada como P = QR, el conjunto solución de la solución original consiste en la unión de los conjuntos solución de las dos ecuaciones Q = 0 y R = 0.
Por ejemplo, la ecuación
{\displaystyle tanx+\cot x=2}
puede reescribirse, utilizando la identidad tan x cot x = 1 como
{\displaystyle {\frac {\tan ^{2}x-2\tan x+1}{\tan x}}=0,}
que puede factorizarse en
{\displaystyle {\frac {\left(\tan x-1\right)^{2}}{\tan x}}=0,}
Las soluciones son por tanto las soluciones de la ecuación tan x = 1, y son por tanto el conjunto
{\displaystyle x={\tfrac {\pi }{4}}+k\pi ,\quad k=0,\pm 1,\pm 2,\ldots .}

### Métodos numéricos
Con ecuaciones más complicadas en números reales o  complejos, los métodos simples para resolver ecuaciones pueden fallar. A menudo, se pueden utilizar  algoritmos de búsqueda de raíces como el método de Newton para encontrar una solución numérica a una ecuación, lo que, para algunas aplicaciones, puede ser totalmente suficiente para resolver algún problema.

### Ecuaciones matriciales
Las ecuaciones que implican matrices y vectores de  números reales pueden resolverse a menudo utilizando métodos del álgebra lineal.

### Ecuaciones diferenciales
Existe una gran cantidad de métodos para resolver varios tipos de ecuaciones diferenciales, tanto numéricamente como analíticamente. Una clase particular de problemas que puede considerarse que pertenece a este ámbito es la integración, y los métodos analíticos para resolver este tipo de problemas se denominan ahora integración simbólica.[cita requerida] Las soluciones de las ecuaciones diferenciales pueden ser implícita o explícitas.

## Resolución de otras ecuaciones
Se debe notar que es posible crear distintas ecuaciones aún más complicadas, mediante el uso de operadores diferenciales, matrices, y otros operadores matemáticos. En todos estos casos se mantiene el principio de que la resolución de la ecuación es la búsqueda de los valores que hacen que la ecuación se satisfaga, solo que dependiendo de los operadores matemáticos involucrados será necesario utilizar diferentes estrategias o métodos para resolver las ecuaciones.